# Shelby Houlihan
Shelby Houlihan, née le 8 février 1993 à Sioux City, est une athlète américaine, spécialiste des courses de fond et de demi-fond.

## Biographie
Elle se révèle en 2014 en remportant le titre NCAA du 1 500 mètres sous les couleurs des Sun Devils d'Arizona State, puis en s’adjugeant le titre du 800 mètres lors des championnats NACAC espoirs. L'année suivante, sur 1 500 m, et chez les seniors, elle décroche la médaille d'argent des championnats NACAC.
Deuxième du 5 000 mètres des sélections olympiques américaines 2016 à Eugene, derrière sa compatriote Molly Huddle, elle participe aux Jeux olympiques d'été de 2016 à Rio de Janeiro, et se classe 11e de l'épreuve du 5 000 m.
En 2017, elle remporte son premier titre national, sur 5 000 m, à l'occasion des championnats des États-Unis de Sacramento où elle devance Shannon Rowbury et Molly Huddle. Le 13 août , elle se classe 13e des championnats du monde 2017, à Londres, après avoir porté son record personnel à 15 min 0 s 37 en séries.
Elle remporte les titres du 1 500 m et du 3 000 m lors des championnats des États-Unis en salle 2018, à Albuquerque puis réalise le doublé 1 500 m / 5 000 m lors des championnats en plein air à Des Moines (Iowa). Le 26 mai 2018, elle remporte l'étape de la ligue de diamant du Prefontaine Classic de Eugene sur 1 500 m en 3 min 59 s 06, record personnel. Le 5 juillet, elle confirme son invincibilité sur la distance en s'imposant à l'Athletissima de Lausanne en 3 min 57 s 34, record personnel et du meeting.
En décembre 2020, elle est testée positive à la nandrolone. Le 14 juin 2021, à deux mois des Jeux olympiques de Tokyo, elle est finalement suspendue quatre ans.

## Palmarès

### International
| Date | Compétition                    | Lieu           | Résultat | Épreuve | Temps         |
| ---- | ------------------------------ | -------------- | -------- | ------- | ------------- |
| 2014 | Championnats NACAC espoirs     | Kamloops       | 1re      | 800 m   | 2 min 3 s 00  |
| 2015 | Championnats NACAC             | San José       | 2e       | 1 500 m | 4 min 16 s 61 |
| 2016 | Jeux olympiques                | Rio de Janeiro | 11e      | 5 000 m | 15 min 8 s 89 |
| 2017 | Championnats du monde          | Londres        | 13e      | 5 000 m | 15 min 6 s 40 |
| 2018 | Championnats du monde en salle | Birmingham     | 4e       | 1 500 m | 4 min 11 s 93 |
| 2018 | Championnats du monde en salle | Birmingham     | 5e       | 3 000 m | 8 min 50 s 38 |
| 2018 | Coupe continentale             | Ostrava        | 2e       | 1 500 m | 4 min 16 s 36 |
| 2019 | Championnats du monde          | Doha           | 4e       | 1 500 m | 3 min 54 s 99 |
| 2025 | Championnats du monde en salle | Nankin         | 2e       | 3 000 m | 8 min 28 s 26 |

### National
- Championnats des États-Unis d'athlétisme :
  - vainqueur du 5 000 m en 2017, 2018 et 2019, 2e en 2016
  - vainqueur du 1 500 m en 2018 et 2019
- Championnats des États-Unis d'athlétisme en salle :
  - vainqueur du 1 500 m et du 3 000 m en 2018

## Records
| Épreuve   | Épreuve | Performance        | Lieu       | Date            |
| --------- | ------- | ------------------ | ---------- | --------------- |
| Plein air | 1 500 m | 3 min 54 s 99 (AR) | Doha       | 5 octobre 2019  |
| Plein air | 3 000 m | 8 min 37 s 40      | Monaco     | 21 juillet 2017 |
| Plein air | 5 000 m | 14 min 23 s 92     | Portland   | 10 juillet 2020 |
| Salle     | 1 500 m | 4 min 6 s 21       | Birmingham | 2 mars 2018     |
| Salle     | 3 000 m | 8 min 26 s 66      | Boston     | 27 février 2020 |
| Salle     | 5 000 m | 15 min 6 s 22      | New York   | 20 février 2016 |